# Тело Осгор
Телоніус "Тело" Герард Осгор (норв. Thelonious "Thelo" Gerard Aasgaard, нар. 2 травня 2002, Ліверпуль, Англія) — норвезький футболіст, півзахисник англійського клубу «Лутон Таун».

## Ігрова кар'єра

### Клубна
Тело Осгор народився в англійському місті Ліверпуль і займатися футболом почав в академії місцевого клубу «Ліверпуль». У 2016 році футболіст приєднався до молодіжної команди клубу «Віган Атлетік». У 2018 році підписав з клубом молодіжний контракт. Через травми футболіст пропустив багато часу, але у 2020 році його контракт продовжили.
Перед сезоном 2020/21 Осгора перевели до першої клманди клубу. 20 жовтня 2020 року в матчі проти «Пітерборо Юнайтед» Осгор дебютував в основі в турнірі Першої ліги. В січні 2021 року осгор підписав з клубом перший професійний контракт терміном до літа 2023 року. Після сезону 2021/22, коли «Віган» виграв турнір першої ліги, Тело підписав з клубом новий контракт на кращих умовах.
У січні 2025 року Осгор перейшов до клубу Чемпіоншип «Лутон Таун». 1 лютого в матчі проти «Шеффілд Венсдей» футболіст дебютував у новій команді.

### Збірна
З 2018 року Тело Осгор виступав за юнацькі збірні Норвегії. 6 листопада 2021 року півзахисник дебютував у складі молодіжної збірної Норвегії.
22 березня 2025 року у матчі кваліфікації Чемпіонату світу 2026 року на виїзді проти команди Молдови Тело Осгор дебютував у складі національної збірної Норвегії. В першому таймі футболіст відзначився забитим голом.